# Joseph Organ
Joseph LeRoy Organ (ur. 12 lipca 1891 w Sharon, zm. 23 lipca 1966 tamże) – amerykański lekkoatleta, uczestnik igrzysk olimpijskich w Antwerpii 1920 r.

## Występy na igrzyskach olimpijskich
Organ wystartował tylko raz na igrzyskach olimpijskich w 1920 r. Brał udział w maratonie, który się odbył 22 sierpnia 1920 r. Dystans 42,750 km przebiegł w czasie 2:41:30,0 h zajmując 7. miejsce. 

## Rekordy życiowe
- maraton – 2:41:30 h (1920)